# Haletta semifasciata
Haletta semifasciata е вид лъчеперка от семейство Odacidae, единствен представител на род Haletta.

## Разпространение
Видът е разпространен в Австралия.